# Ánna Korakáki
Ánna Korakáki (grec moderne : Άννα Κορακάκη) est une tireuse sportive grecque née le 8 avril 1996 à Dráma.

## Carrière
Elle a remporté la médaille de bronze en pistolet à 10 m et la médaille d'or en pistolet à 25 m aux Jeux olympiques d'été de 2016 à Rio de Janeiro.
Elle remporte la médaille d'or en pistolet à 10 m aux Jeux méditerranéens de 2018.
Elle est médaillée d'argent en pistolet à 10 mètres aux Jeux européens de 2019.
En 2020, pour les Jeux Olympiques d'été de 2020, elle devient la première femme porteuse de la flamme olympique au départ d'Olympie.
Le 30 juin 2021, elle est nommée porte-drapeau de la délégation grecque aux Jeux olympiques d'été de 2020 par le Comité olympique hellénique, conjointement avec le gymnaste Elefthérios Petroúnias.
Aux Jeux méditerranéens de 2022, elle est médaillée d'or au tir au pistolet à air comprimé à 10 mètres en individuel.
Aux Jeux européens de 2023, elle est médaillée d'or au tir au pistolet à air comprimé à 25 mètres en individuel.